# 韩国女性部
女性部，1998年2月28日新設的韓國中央行政機關及女性主義政策執行部處，部门首长称女性部长。2005年6月23日名稱變更女性家族部。

## 沿革
- 1998年2月28日 - 总统直属女性特别委员会设置。
- 2001年1月29日 - 总统直属女性特别委员会扩大为女性部。
- 2005年6月23日 - 部门改组为女性家族部。